# إسماعيل قريشي الهاشمي
عماد الدين إسماعيل قريشي الأسدي الهاشمي شيخ سُهروردي، كان أحد رواد الدعوة الإسلامية في منطقة الله أباد. كان حفيد بهاء الدين زكريا وابن صدر الدين عارف. وهو معروف باسم مخدوم شاه بامرولي.

## الميلاد والتعليم
وُلِد إسماعيل في عام 1259/1260 م في ملتان ونشأ في ظل وصاية والده الشيخ صدر الدين وجده بن بهاء الدين زكريا .
بدأ تعليمه في الطريقة السهرواردية على يد جده بهاء الدين زكريا وتدرب على يد والده وشقيقه الأكبر الشيخ ركن الدين أبو الفتح الملقب بشاه ركن عالم من ملتان. كان شاه ركن الدين يبقي أخاه معه دائمًا، وحتى في زياراته إلى دلهي بدعوة من علاء الدين الخلجي. عندما زار شاه ركن الدين الشيخ حضرة نظام الدين أولياء، كان معه شقيقه الأصغر الشيخ إسماعيل وطرح بعض الأسئلة على الشيخين.

## من ملتان إلى الله أباد
كان الشيخ إسماعيل يعيش في ملتان بشكل رئيس لرعاية الأنشطة الدعوية والتعليمية لخانقاه، ولكن حدسه دفعه إلى الهجرة والانتقال إلى الله أباد، التي كانت تسمى براياق في ذلك الوقت، قبل وفاة شقيقه.
وفي هذه المسافة سافر أولًا إلى دلهي حيث رحب به الإمبراطور علاء الدين الخلجي وخليفته. ومن هناك سافر إلى الله أباد عبر كارا واستقر في قرية تدعى بامراولي (تشايل، الله أباد). ويعتبر من أوائل الشيوخ الذين استوطنوا في محيط مدينة الله أباد الحالية.

## الالتزام بالشريعة
كان الشيخ إسماعيل ملتزمًا تمامًا بالمبادئ الأساسية للإسلام ولم يكن يحب أي شيء خارج الشريعة الإسلامية. ولم يكن يرضى بالغناء أو الرقص باسم السما. وحث الجميع على أن يعيشوا حياة بر بالوالدين، وأن يتعبدوا الله ويعرفوا معنى الاستخلاف في الأرض.
قام ببناء مسجد على تلة صغيرة على ضفاف نهر الجانج، وهو المكان الذي دفن فيه بعد وفاته. وإلى يومنا هذا لا يزال المسجد قائمًا كما بناه الشيخ وهو مدفون فيه.
وبعد أن أمضى أكثر من خمسين عامًا في تلك القرية، وتمتع بالاحترام والشرف من الجميع، توفي بصمت في عام 1349م. وقد مُنح لقب مخدوم الهند الشرفي. منذ قرون عديدة، كان جميع المشايخ الكبار في الله أباد والمناطق المحيطة بها يقدمون احترامهم لهذه الشخصية العظيمة. ولم تُشيد قبة كبيرة أو قبر ضخم حسب رغبته، ولم تقام طقوس عرس صوفي على قبره وفقًا لتعليمات الشريعة الإسلامية. وهو القديس الوحيد في شمال الهند حيث لا تُؤدى فيه طقوس العرس. وهذا من أوضح الأدلة وأجلها على تمسكه وتقييده بالشريعة الإسلامية.
وقد قام كاتب مرآة الأسرار بزيارة خاصة لهذا المسجد والقبر في عهد شاهجهان وعلق قائلًا: «إنه مكان عظيم للبركات».
لم يسمح أبدًا بإبراز اسمه وأعماله في الكتب والخطابات، لذلك لا يعرفه الكثير من الناس، حتى في الله أباد.

## التلاميذ
توافد الطلاب من جميع المناطق بما في ذلك كارا، مانيكبور، ظفر آباد، جاونبور ، جونسي [الإنجليزية]، وأوده ، ليكونوا طلابه. على الرغم من أن الكثير من الطلاب كانوا تلاميذه، إلا أنه أذن لثلاثة طلاب فقط مع طلابه خليفة، الشيخ عبد الرحيم، والشيخ علي، والسيد محمد، الذي استخدم الاسم المستعار شاه كرك، الذي ارتفع في نهاية المطاف ليصبح تلميذه الأكثر شهرة وأصبح معروفًا شعبيًا باسم شاه كرك مجذوب (عبدال) من كارا مانيكبور، الله أباد الذي يستريح في كارا وهو أشهر ولي في الله أباد حتى يومنا هذا. وربم اكتسب شهرة أكثر من أستاذه ومعلمه.
خواجة كرك يُعرف أيضًا باسم خواجة جورج من كارا.

## روابط خارجية
- على مدونات جوجل
- مسجد مخدوم شاه بامرولي RA على ويكيمابيا